# Ligne Hokusō
La ligne Hokusō (北総線, Hokusō-sen) est une ligne ferroviaire exploitée par la compagnie privée Hokuso-Railway au Japon. Elle relie la gare de Keisei Takasago à Tokyo à la gare d'Inba-Nihon-Idai à Inzai dans la préfecture de Chiba. La ligne constitue une partie de la ligne Keisei Aéroport de Narita.

## Histoire
La première portion de la ligne a été ouverte le 9 mars 1979 entre Komuro et Shin-Kamagaya par la compagnie Hokuso-Railway. La Société d'habitation et de développement urbain (住宅・都市整備公団, Jūtaku Toshi Seibi Kōdan) prolonge la ligne jusqu'à Chiba Newtown Chūō le 19 mars 1984.
Le 31 mars 1991, la ligne est prolongée à l'ouest jusqu'à Keisei Takasago. A l'est la ligne est prolongée à Inzai-Makinohara le 1er avril 1995, puis à Inba-Nihon-Idai le 22 juillet 2000. En 2004, la portion entre Komuro et Inba-Nihon-Idai est transférée à la compagnie Chiba Newtown Railway, la Hokuso-Railway assurant l'exploitation de la ligne entière.
En juillet 2010, l’interconnexion est réalisée avec la ligne Keisei Aéroport de Narita pour des services jusqu'à l'aéroport international de Narita.

## Caractéristiques

### Ligne
- Longueur : 32,3 km
- Ecartement : 1 435 mm
- Alimentation : 1 500 Vcc par caténaire
- Nombre de voies : Double voie

### Services et interconnexions
La ligne est interconnectée avec la ligne principale Keisei à Keisei Takasago et la ligne Keisei Aéroport de Narita à Inba-Nihon-Idai.

### Liste des gares
La ligne comporte 15 gares.
| Numéro | Gare               | Nom japonais         | Distance (km) | Correspondances                              | Localisation | Localisation        |
| ------ | ------------------ | -------------------- | ------------- | -------------------------------------------- | ------------ | ------------------- |
| KS10   | Keisei Takasago    | 京成高砂             | 0             | Keisei : Keisei (interconnexion), Kanamachi  | Katsushika   | Tokyo               |
| HS01   | Shin-Shibamata     | 新柴又               | 1,3           |                                              | Katsushika   | Tokyo               |
| HS02   | Yagiri             | 矢切                 | 3,2           |                                              | Matsudo      | Préfecture de Chiba |
| HS03   | Kita-Kokubun       | 北国分               | 4,7           |                                              | Ichikawa     | Préfecture de Chiba |
| HS04   | Akiyama            | 秋山                 | 6,2           |                                              | Matsudo      | Préfecture de Chiba |
| HS05   | Higashi-Matsudo    | 東松戸               | 7,5           | JR East : Musashino                          | Matsudo      | Préfecture de Chiba |
| HS06   | Matsuhidai         | 松飛台               | 8,9           |                                              | Matsudo      | Préfecture de Chiba |
| HS07   | Ōmachi (ja)        | 大町                 | 10,4          |                                              | Ichikawa     | Préfecture de Chiba |
| HS08   | Shin-Kamagaya      | 新鎌ヶ谷             | 12,7          | Keisei : Matsudo Tōbu : Urban Park           | Kamagaya     | Préfecture de Chiba |
| HS09   | Nishi-Shiroi       | 西白井               | 15,8          |                                              | Shiroi       | Préfecture de Chiba |
| HS10   | Shiroi             | 白井                 | 17,8          |                                              | Shiroi       | Préfecture de Chiba |
| HS11   | Komuro             | 小室                 | 19,8          |                                              | Funabashi    | Préfecture de Chiba |
| HS12   | Chiba Newtown Chūō | 千葉ニュータウン中央 | 23,8          |                                              | Inzai        | Préfecture de Chiba |
| HS13   | Inzai-Makinohara   | 印西牧の原           | 28,5          |                                              | Inzai        | Préfecture de Chiba |
| HS14   | Inba-Nihon-Idai    | 印旛日本医大         | 32,3          | Keisei : Aéroport de Narita (interconnexion) | Inzai        | Préfecture de Chiba |